# Dorothea Douglass Lambert Chambers
Dorothea Douglass Lambert Chambers, nascuda com a Dorothea Katherine Douglass i 
també coneguda com a Dorothea Douglass Chambers o Dorothea Lambert Chambers, (Ealing, Regne Unit de la Gran Bretanya i Irlanda, 3 de setembre de 1878 − Kensington, Regne Unit, 7 de gener de 1960) fou una tennista britànica, guanyadora en set ocasions del Torneig de Wimbledon.

## Biografia
Va néixer el 3 de setembre de 1878 a la ciutat d'Ealing, que avui en dia està situada al Gran Londres. El 1907 es casà amb Robert Lambert Chambers, del qual n'adoptà els cognoms.
Va escriure el llibre Tennis for Ladies, publicat l'any 1910, que contenia fotografies per explicar tècniques de joc de tennis i consells sobre la vestimenta i l'equipament més adequat per jugar a tennis femení.
Va morir el 7 de gener de 1960 a la seva residència de Kensington (Gran Londres).

## Carrera esportiva
Dorothea Douglass Lambert Chambers debutà al Torneig de Wimbledon en l'edició de 1900, i tres anys després va guanyar per primera vegada el campionat britànic, un fet que repetí en set ocasions: 1904, 1906, 1910, 1911, 1913 i 1914. Així mateix fou finalista en quatre ocasions, esdevenint la tennista més important d'inicis del segle XX fins a l'esclat de la Primera Guerra Mundial. L'any 1911 va guanyar la final del torneig britànic per un doble 6-0, un fet que no es repetí en una final de Grand Slam fins a l'any 1988, quan Steffi Graf guanyà la final del Torneig de Roland Garros contra Natalia Zvereva pel mateix resultat. Al llarg de la seva carrera participà en torneigs individuals fins a l'any 1921, moment en el qual es passà al doble femení, retirant-se de la competició activa l'any 1927, per esdevenir entrenadora.
Va participar, als 29 anys, en els Jocs Olímpics d'Estiu de 1908 celebrats a Londres (Regne Unit), on va guanyar la medalla d'or en la prova individual femenina en vèncer a la final la britànica Dora Boothby.
Entre 1924 i 1936 fou la capitana de l'equip britànic de la Copa Wrightman, competició que guanyà els anys 1924 i 1925.
L'any 1981 fou admesa en l'International Tennis Hall of Fame en reconeixement dels seus mèrits.

## Torneigs de Grand Slam

### Individual: 11 (7−4)
| Resultat  | Núm. | Any  | Torneig       | Oponent          | Marcador       |
| --------- | ---- | ---- | ------------- | ---------------- | -------------- |
| Campiona  | 1.1  | 1903 | Wimbledon     | Ethel Thomson    | 4−6, 6−4, 6−2  |
| Campiona  | 2.   | 1904 | Wimbledon (2) | Charlotte Cooper | 6−0, 6−3       |
| Finalista | 1.   | 1905 | Wimbledon     | May Sutton Bundy | 3−6, 4−6       |
| Campiona  | 3.   | 1906 | Wimbledon (3) | May Sutton Bundy | 6−3, 9−7       |
| Finalista | 2.   | 1907 | Wimbledon (2) | May Sutton Bundy | 1−6, 4−6       |
| Campiona  | 4.   | 1910 | Wimbledon (4) | Dora Boothby     | 6−2, 6−2       |
| Campiona  | 5.   | 1911 | Wimbledon (5) | Dora Boothby     | 6−0, 6−0       |
| Campiona  | 6.2  | 1913 | Wimbledon (6) | Winifred McNair  | 6−0, 6−4       |
| Campiona  | 7.   | 1914 | Wimbledon (7) | Ethel Larcombe   | 7−5, 6−4       |
| Finalista | 3.   | 1919 | Wimbledon (3) | Suzanne Lenglen  | 8−10, 6−4, 7−9 |
| Finalista | 4.   | 1920 | Wimbledon (4) | Suzanne Lenglen  | 3−6, 0−6       |

- Nota 1:  En aquesta època, la guanyadora de totes les participants s'havia d'enfrontar a la defensora del títol de l'edició anterior en la final. En aquesta edició, Dorothea Lambert fou realment la guanyadora de la final dels participants, ja que la defensora del títol de 1902, Muriel Robb, va renunciar a participar en la final del torneig.
- Nota 2:  Va ser la guanyadora de la final dels participants perquè Ethel Thomson Larcombe va renunciar a defensar el títol aconseguit l'any 1912.

### Dobles: 3 (0−3)
| Resultat  | Núm. | Any  | Torneig       | Parella          | Oponents                       | Marcador           |
| --------- | ---- | ---- | ------------- | ---------------- | ------------------------------ | ------------------ |
| Finalista | 1.   | 1913 | Wimbledon     | Charlotte Cooper | Winifred McNair Dora Boothby   | 4−6, 2−4, retirada |
| Finalista | 2.   | 1919 | Wimbledon (2) | Ethel Larcombe   | Suzanne Lenglen Elizabeth Ryan | 6−4, 5−7, 3−6      |
| Finalista | 3.   | 1920 | Wimbledon (3) | Ethel Larcombe   | Suzanne Lenglen Elizabeth Ryan | 4−6, 0−6           |

### Dobles mixtos: 1 (0−1)
| Resultat  | Núm. | Any  | Torneig   | Parella          | Oponents                       | Marcador |
| --------- | ---- | ---- | --------- | ---------------- | ------------------------------ | -------- |
| Finalista | 1.   | 1919 | Wimbledon | Albertem Prebble | Elizabeth Ryan Randolph Lycett | 0−6, 0−6 |

## Jocs Olímpics

### Individual
| Any  | Campionat                          | Oponent      | Resultat |
| ---- | ---------------------------------- | ------------ | -------- |
| 1908 | Jocs Olímpics, Londres, Regne Unit | Dora Boothby | 6−1, 7−5 |